# Ascia d'armi

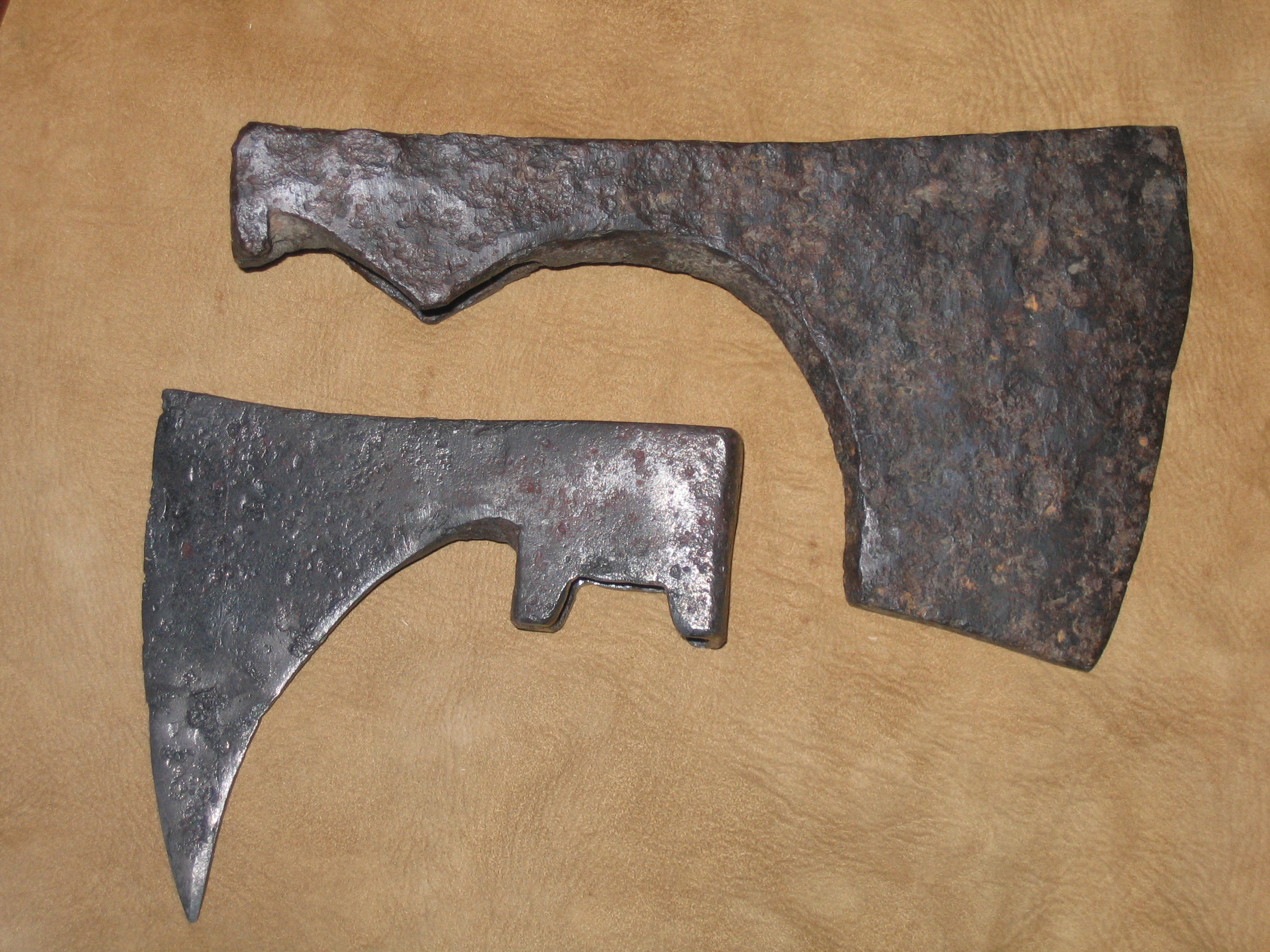
Ascia barbuta vichinga del X secolo (alto) e Scure d'arcione tedesca dell'XI secolo (sotto).

L'ascia d'armi, o scure d'arcione (hache d'arçon in lingua francese, horseman's axe o beaked axt in lingua inglese), era un tipo di ascia da battaglia appositamente realizzata per le forze di cavalleria. Al termine della sua evoluzione (XV secolo), l'arma aveva manico lungo e rinforzato, molto simile a quello del martello d'armi, lama di scure da un lato e "penna" a becco di corvo dall'altro. Era spesso sormontata da una cuspide a sezione romboidale.
L'ascia d'armi compare in araldica come simbolo di forza e di valore.

## Storia

### Origini
Le prime menzioni di una forma d'ascia da battaglia appositamente disegnata per l'uso da parte di forze di cavalleria risale alla Grecia Antica, seppur non riguardino armi in uso ai greci, bensì ai popoli con i quali essi erano soliti scontrarsi. Secondo la cultura greca, anche popolazioni fittizie come quella delle donne guerriere delle Amazzoni usavano tale arma. L'ascia d'armi era l'arma principale delle popolazioni nomadi della steppa eurasiatica, come quella degli Sciti o dei Medi. Presso questi popoli era la cavalleria la tipologia di forza militare più in uso, là dove invece i greci si affidavano alla fanteria pesante armata di scudo (oplon) e lancia (dory) relegando gli hippikon a funzioni secondarie. Le armi principali dei cavalieri asiatici erano l'arco composito e la sagaris, arma che possiamo considerare quale archetipo dell'ascia d'armi.
La diffusione dell'uso dell'ascia d'armi in Europa data ad un momento non ben precisato del periodo tardo-antico. In quel tempo di continui contatti e scontri tra l'Impero romano, l'Impero sasanide e le popolazioni nomani della steppa eurasiatica, fenomeno questo latore di una reciproca evoluzione e contaminazione delle diverse arti belliche, la scure d'arcione entrò in uso alla cavalleria romana prima e bizantina poi, conquistando nel contempo un posto anche nella panoplia dei mercenari germani che sempre più spesso combattevano per l'Impero.

### Medioevo
La scure d'arcione raggiunse, in Occidente, il suo pieno sviluppo soltanto alla fine del XV secolo. In un contesto bellico dominato dalla figura del cavaliere coperto da piastre d'acciaio, la spada perse il suo primato di arma per eccellenza del guerriero a cavallo. Armi capaci di scaricare una forza notevole su di un bersaglio ristretto, una giuntura o un punto preciso della corazza, si rivelarono più efficaci nella mischia, dopo la carica con la lancia. Tanto quanto la mazza d'arme ed il martello d'armi, la scure d'arcione divenne arma da mischia risolutiva per il cavaliere.

### Età Moderna
Il sempre più massiccio utilizzo delle armi da fuoco nei campi di battaglia d'Europa tra XVII e XVIII secolo portò ad un sistematico abbandono delle armature e, conseguentemente, delle armi necessarie ad infrangerle. I campi di battaglia dell'Europa Orientale continuarono ad offrire possibilità d'impiego per la scure d'arcione (topor) ancora per tutto il corso del Settecento ma, in buona sostanza, la serrata evoluzione del moschetto e del cannone comportò una radicale evoluzione dell'arte della guerra europea.
Nel nuovo scenario bellico del XIX secolo, caratterizzato dalla figura del cavaliere privo di corazza ed armato di sciabola e pistola (v. ussaro), spesso tenuto a smontare di sella per sparare e/o combattere come un fante (v. dragone), la scure d'arcione, tanto quanto la mazza o il martello d'arme, armi sviluppate per la mischia serrata tra cavalieri, persero qualsiasi utilità pratica.

## Costruzione
Al principio del Basso Medioevo, quando cioè la spada d'armi stava per divenire arma principe nella panoplia dei milites franchi, la scure d'arcione era, in buona sostanza, una variante corta, con impugnatura ad una mano, dell'ascia barbuta germanica, la cui lama non presentava più l'uncino d'aggancio utile nelle mischie di fanteria ma terminava con una punta acuminata.
Al termine del suo processo evolutivo (XV secolo) la scure d'arcione dell'Europa occidentale aveva invece:
- testa metallica con lama a mezzaluna, appesantita, posteriormente, da una testa di martello o da una "penna" a becco di corvo (v. picco d'armi). Verticalmente, l'anello d'arresto della testa sull'astile era tappato da una cuspide a sezione romboidale o da un corto spiedo;
- manico in legno irrobustito da stanghe di metallo ed impugnatura ad una mano, spesso dotata, all'estremità inferiore, di una cuspide o comunque di un piccolo spiedo.

## Tipologie
Rispetto alla linea della scure d'arcione gotico-rinascimentale, si possono distinguere:
- Sagaris, archetipo della scure d'arcione in uso alle popolazioni nomadi della steppa eurasiatica in epoca proto-storica;
- Tabarzin, scure d'arcione tipica della Persia; il nome indica in realtà tutte le tipologie di scure da guerra in uso presso i persiani in epoca pre-musulmana e musulmana;
- Topor, scure d'arcione sviluppata in Europa orientale dal connubio tra il tabarzin e le scuri da guerra dei vichinghi.